# Échauffour
Échauffour é uma comuna francesa na região administrativa da Normandia, no departamento Orne. Estende-se por uma área de 33,41 km². Em 2010 a comuna tinha 755 habitantes (densidade: 22,6 hab./km²).